# Рачак
Ра́чак (алб. Reçak, серб. Рачак) — деревня в Штимле, Республика Косово.
В январе 1999 года эта деревня стала местом резни, в ходе которой погибли 45 жителей деревни.

## История

### Средневековье
Деревня впервые упоминается сербским королём Стефаном Душаном в 1343 году. В документах Османской империи 1487 года упоминается, что в Рачаке был монастырь, освящённый во имя святых Космы и Дамиана.

### Война в Косово
До лета население деревни составляло около 2000 человек. Большая часть населения переехала из-за боестолкновений и территориальных споров Югославии и АОК в июле 1998.
Согласно ОБСЕ, к январю 1999, в деревню вернулось около 350 граждан. 16 января 1999 года, смотрители ОБСЕ обнаружили в деревне и её окрестностях тела 45 мирных граждан. Позже это событие станет широко известны как Резня в Рачаке или Массовое убийство в Рачаке. ООН обвинило в инциденте сербских военных, а оставшееся население деревни (около 400 человек) бежало из страны до окончания войны в Косово.
В деревне есть мемориал жертвам резни, где ежегодно проводится церемония в их честь.

## География
Рачак находится примерно в полукилометре от Штимле. Деревня лежит на горном хребте Карралева, разделяющий Косово поле и Метохию.

## Население
По данным переписи населения 2011 года, население составляло 1 638 человек. 1 629 человек являются косоварами, 1 человек — босниец, восемь человек не указали национальность. 1 631 житель села — мусульмане, семь человек не ответили.
| Год  | Население |
| ---- | --------- |
| 1948 | 613       |
| 1953 | 675       |
| 1961 | 865       |
| 1971 | 1,092     |
| 1981 | 1,464     |
| 1991 | 1,766     |
| 2011 | 1,638     |